# Конно Юіко
Конно Юіко (яп. 金野 結子; нар. 10 жовтня 1980, Тіба, Японія) — японська футболістка, півзахисниця, виступала в збірній Японії.

## Клубна кар'єра
Конно народилася 10 жовтня 1980 року в префектурі Тіба. Виступала з «Джеф Юнайтед Тіба». Футбольну кар'єру завершила в 2010 році.

## Кар'єра в збірній
Дебютувала в футболці збірної Японії 11 травня 2010 року, у віці 29 років, у поєдинку проти Мексики.

## Статистика виступів у збірній
| жіноча національна збірна Японії | жіноча національна збірна Японії | жіноча національна збірна Японії |
| Рік                              | Матчі                            | Голи                             |
| -------------------------------- | -------------------------------- | -------------------------------- |
| 2010                             | 1                                | 0                                |
| Загалом                          | 1                                | 0                                |